# Pasquale Cafaro
Pasquale Cafaro (hay còn là Caffaro hoặc Cafariello) (1715/1716-1787) là nhà soạn nhạc người Ý.

## Tiểu sử
Pasquale Cafaro làm việc tại Conservatorio della Pietà dei Turchini tại Napoli vào tháng 12 năm 1735. Khi đó ông là học trò của Lorenzo Fago và Leonardo Leo. Ông ở lại thành phố này vì sự yên nghỉ của vợ mình. Ông giảng dạy trở thành một nhạc trưởng trong khoảng thời gian từ năm 1759 đến năm 1785. Học trò nổi tiếng nhất của ông là Giacomo Tritto. Vào năm 1771, Cafaro kế vị Giuseppe de Majo, trở thành một maestro di capella của Cung điện Hoàng gia Napoli.

## Sáng tác
Pasquale Cafaro được biết đến chủ yếu bởi các tác phẩm opera. Trong khoảng thời gian làm việc tại Cung điện Hoàng gia Napoli, các tác phẩm mang tính chất opera gồm: Disfatta di Dario, L'Olimpiade. Ngoài ra, ông có những tác phẩm mang tính chất thần thánh đáng chú ý, thuộc các thể loại thanh xướng kịch, motet và mass. 